# North Kingsville (Ohio)
Pour les articles homonymes, voir North Kingsville.
North Kingsville est un village américain situé dans le comté d'Ashtabula, dans l’Ohio. Selon le recensement de 2010, sa population est de 2 923 habitants.